# Gonodiscus
Gonodiscus és un gènere monotípic d'arnes de la família Crambidae. Conté només una espècie, Gonodiscus amplalis, que es troba a Xile.